# Gentianella brunneotincta
Gentianella brunneotincta är en gentianaväxtart som först beskrevs av Ernest Friedrich Gilg, och fick sitt nu gällande namn av J. Pringle. Gentianella brunneotincta ingår i släktet gentianellor, och familjen gentianaväxter. Inga underarter finns listade i Catalogue of Life.